# Лижкі
Лижкі (пол. Łyżki) — село в Польщі, у гміні Ґрабув Ленчицького повіту Лодзинського воєводства.
У 1975-1998 роках село належало до Конінського воєводства.